# ジグソーパズル

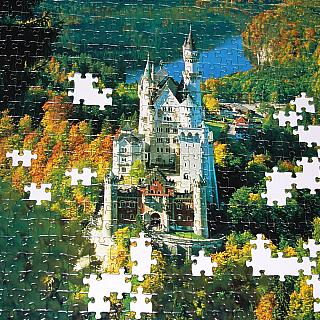
『古城の秋』1000ピース（部分）ノイシュヴァンシュタイン城

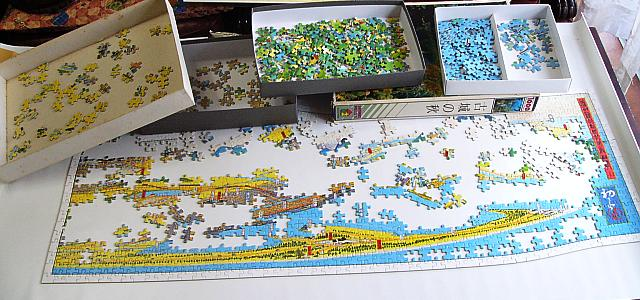
ジグソーパズル製作中。『清水静岡名所交通鳥瞰図』954ピース

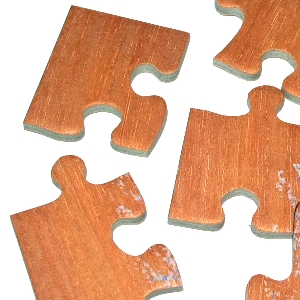
表面に木片が貼り付けられているピース

ジグソーパズル（英語: jigsaw puzzle）は、一枚の絵を幾つかの小片（ピース）に分解して、分解した物を再び組み立てるというタイプのパズル。

## 形態・素材
各ピースは長方形に似た形ながら、各辺に円状の凸部または凹部があり、それにより隣のピースとかみ合うようになっている点が、ジグソーパズルに特有の特徴である。通常良く似た形のピースが複数存在するが、全く同じ形をしたピースは他にない。ただし球形パズルなど全体のかたちが特殊なものは、同じ形のピースの連続になっていることもある。また幼児向けのパズルでは凹凸がないものも多い。
100ピース未満のものから10000ピースを超える大型のものもあるが、一般的には300～3000ピース程度のものが多い。小さい物は何度も組み立てて遊ばれるが、大きい物になると完成後に額（フレーム）に入れて観賞用にすることが多い。そのため、主要なメーカーのパズルは、額のサイズに合うようにパズルの大きさが決まっている。
通常、最も小さいのが100×147mm (ポストカードサイズ)。初心者向けでは182☓257mm（Ｂ５サイズ）のものが多い。全体のサイズが大きくなればなるほど、ピース数も多くなりマニア向けになるので商品の数も少なくなる。また、全体のサイズはそれほど大きくせず、ピースを小さくして難易度を高めたものも多い。全体のサイズとピースのサイズとは別ものであることに注意。
ピースは絵柄を印刷したシートを波状の刃の付いたプレスカッターで縦横に切断して作られる。ピースの材料は紙が多いが、コルクや木でできたものもある。最近は透明ピースとして、ガラスやアクリルやプラスチックなどを使用したものもよく出ている。アクリルやプラスチックのピースは、紙や木と違ってしっかりとはめこまれて、のり付けしなくてもバラバラにならないことを売りにしている。

## 歴史
ジグソーパズルのジグソーとは、英語のjigsaw（糸鋸、いとのこ）のことであり、元々このパズルが木の板を糸鋸で切って作られたことからこの名がついた。1760年頃に、ロンドンの地図職人で技師のジョン・スピルズベリが、子供の教育のためにピースが欧州各国の形のジグソーパズル（完成すると地図ができる）を作ったのが最初と考えられている。
日本では、1974年のモナ・リザ来日展示の際に輸入販売されたモナ・リザ柄パズルの大ヒットを契機に普及した。

## バリエーション

球形パズルを模したウィキペディアのロゴ

平面的なジグソーパズルだけではなく、3Dパズル（立体パズル）と呼ばれる立体的なジグソーパズルもある。多くは、地球儀や月球儀などの球形パズルであるが、他にも、ビルや家、船のものがある。3Dパズルは、ピース数が少ないものの作成は難しい。メーカーによって、3D球体パズル、クリスタルパズル、クムクムパズルなどと名称と形状がそれぞれ異なる。
単色で構成された全く無地のパズルも存在する。通常のジグソーパズルは絵や写真などの色や模様を手がかりに組み立てるものであるが、無地の場合はピースの形状だけを手がかりに解くことになる。通常よりも数段難解で忍耐力を必要とするため、過去に宇宙飛行士選抜試験にも出題された事がある。このようなパズルで白一色のものは「ホワイトパズル」や「ミルクパズル」と呼ばれる。こぼれて水溜まりとなったミルクをデザインした完成後も不定形なホワイトパズルもある。
それぞれのピースの絵柄が隣のピースとつながらず、独立した絵柄になっているにもかかわらず、並べて遠目に見ると全体で別の絵柄を構成するモザイクパズルもある。このバリエーションとして、ピースがすべて同じ形で、どの位置にも自由に並べ替えることができて、並べ替えることでさまざまな人の顏を再現するジガゾーパズルがある。

## 日本のメーカー
日本の主なメーカーは、やのまん、エポック社、エンスカイ、テンヨー、ビバリー、アップルワン、キューティーズの7社である。玩具店や家電量販店、ホームセンターなどを中心に販売されている。さらに現在ではネット販売も盛んである。
7社によるメーカー会は、各メーカーの商品についての4色カラーのチラシを作り、玩具店などで年1回程度大量に配布して、ジグソーパズルの振興に努めている。
過去にはボン（エポック社と合併）、アポロ社（2011年8月1日付けでエポック社のグループ会社になり2022年6月20日にエポック社に吸収合併された。）セントラルホビー（エポック社に事業を譲渡。現在会社は存在しない）、サンバード、毛塚合紙所（2016年にジグソーパズル製造販売事業から撤退）、トーヨー、コナミ、ギャラリー・エル、サンライク、山勝、サンーズ、ハナヤマ、青島文化教材社、コマース、ビッグベン、レッズなどもジグソーパズルを製造販売していたメーカーである。
やのまん
日本で初めてモナ・リザのジグソーパズルを輸入販売し、国産初のジグソーパズルも発売した老舗。組み上げた後にLEDで点灯させるとランプシェードになるものなど、独自の立体パズルも発売している。ジグソーパズルを主力とするが、現在はフィギュアなどの製造販売もしているメーカーである。
エポック社
玩具メーカーの大手。日本で発売されているジグソーパズルの中で一番商品発売点数が多い。リリーススピードも最も速く風景、動物、絵画、イラスト、アニメなど多くの分野の絵柄を広くカバーしている。
エンスカイ
天田印刷加工より分社化。アニメ『ONE PIECE』『鬼滅の刃』などのキャラクターのジグソーパズルを販売、これらの大ヒットで近年の売上高トップに立っていた。スタジオジブリほかキャラクターものに特に強く、アートボックスブランドが有名。立体のクムクムパズルや、特殊なモザイクパズルも出している。
テンヨー
ディズニーと提携して、ディズニー・キャラクターのパズルや専用フレームを大々的に多数販売している。自分の顔写真を携帯カメラで撮影したものがパズルになる『ジガゾーパズル』をヒットさせたこともある。この会社の主力商品は、パズルではなくてマジック用品（手品道具）。子会社のマギー・ヴワットでジグソーパズルを出すこともある。
ビバリー
通常のジグソーパズル以外に、クリスタルパズルというプラスチック成型品の立体物のパズルなども製造しており、書店ほか独自の売り場も展開している。ジグソーパズルに限らずパズル全般に強いが、近年ではボードゲームやパーティーゲームなどの製造販売にも積極的である。ディズニー物のラバースタンプ（はんこ）シリーズなど雑貨にも強い。
アップルワン
光るジグソーパズルという畜光インクを使用して印刷された平面パズルを最初に発売したメーカーである。また、社名を連想（リンゴ＋1）させるリンゴ型のピースが1個入っている商品もある。近年では藤城清治の影絵シリーズやイラストレーター・SHUのシリーズはロングセラーのメイン商品群になりつつある。
キューティーズ
フィギュアメーカー。2009年に入ってからゴジラやアグネス・ラムのシリーズなどで参入し、70年代ものの怪獣やタレント物、ゲームキャラクター物など既存他社の商品群とは一線を画したマニアックなアイテム選択が非常に多い。不二家ペコちゃん、モンチッチなどの有名キャラクターのパズル商品も展開している反面、滝平二郎きりえや浮世絵シリーズなど高齢者層が好む絵柄の商品も多数製造しているやや特異なメーカーである。話題性のある商品はあるものの流通の問題からか、なぜか有名家電量販店などでも扱いのない店舗もある。
サンスター文具
アンパンマンやプリキュア、戦隊シリーズなど、幼児向けキャラクターのパズルをリリースしている。ただし、すべてOEM製品であり、製造はやのまんやエンスカイ等が担当している。食玩などクロスメディア展開も多い。

## その他
最近は、紙や木でできた物理的なものだけでなく、コンピュータゲームもある。家庭用ゲーム機のソフトのほか、ウェブページに繋いでブラウザを使って遊ぶものがある。
プラダー・ウィリー症候群（PWS）の患者は、一般人に比べてジグソーパズルを組むのが巧いという研究報告がある。形状・空間把握の能力に優れているためと考えられているが、詳しい原因は不明である。